# Endeavour (Marskrater)
Der Krater Endeavour ist ein Einschlagkrater in der Meridiani-Ebene auf dem Mars. Er hat einen Durchmesser von ca. 22 km und eine Tiefe von 300 m. Seit Ende 2008 war er das Ziel des Rovers Opportunity, der den Krater im August 2011 erreichte.
Benannt wurde er vom Team von Opportunity ursprünglich nach dem Schiff Endeavour, so wie die meisten Krater während der Mission nach Schiffen von bekannten Entdeckungsreisen benannt wurden. Namen von Strukturen über 10 km Durchmesser werden jedoch von der Internationalen Astronomischen Union vergeben. Größere Krater müssen nach deren Vorgaben nach bekannten Persönlichkeiten oder Städten benannt werden. Deshalb trägt der Krater offiziell den Namen der Stadt Endeavour, einer Ortschaft in der kanadischen Provinz Saskatchewan.

## Erkundung
Nachdem der Rover Opportunity im August 2008 die Untersuchung des Victoria-Kraters abgeschlossen hatte, wurde der Endeavour-Krater als neues Fernziel ausgesucht. Beobachtungen aus dem Marsorbit ergaben, dass dort Schichtsilikate an der Oberfläche zu finden sind. Diese Silikate sind ein sicheres Zeichen von Wassereinfluss. Die direkte Entfernung vom Victoria-Krater beträgt 12 km. Da jedoch versucht wurde, problematisches Gelände wie große Sanddünen zu vermeiden, wurde ein längerer Weg von etwa 19 km gewählt.

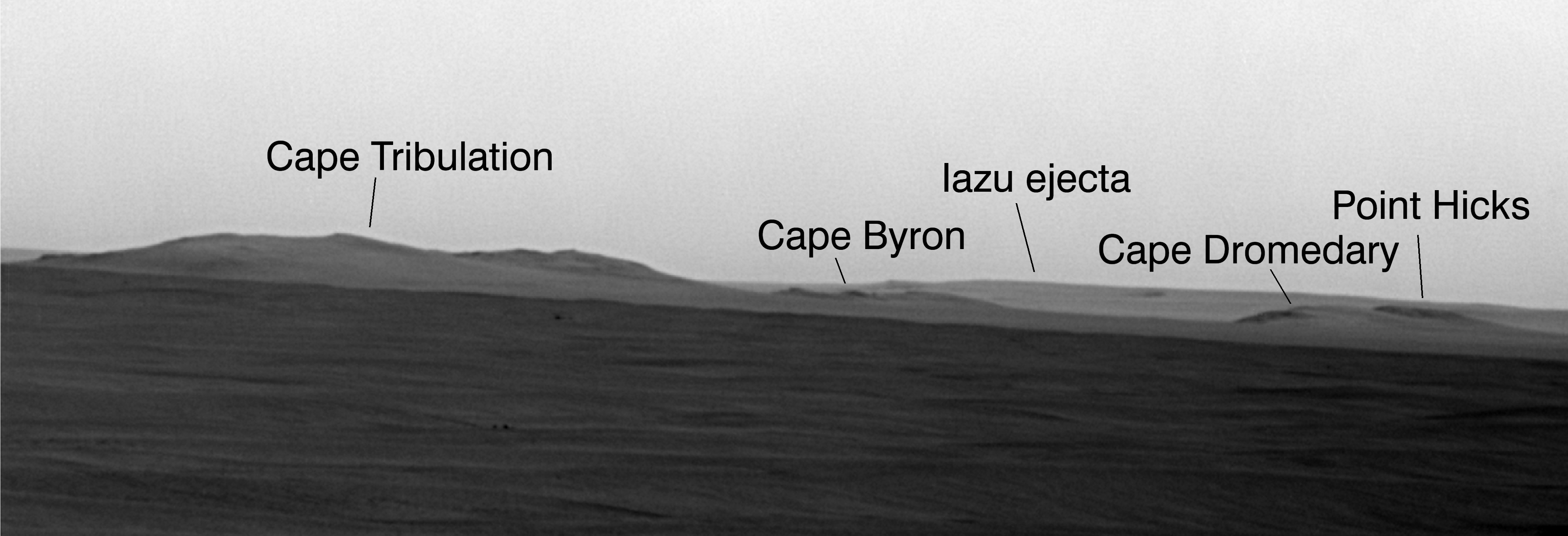
Hochauflösende Fotografie des Kraterrandes von Endeavour. Diese Ansicht der Pancam-Kamera zeigt auch eine dicke Ablagerungsschicht von Material, das während des Einschlages des etwas weiter südlich gelegenen Kraters dazu entstanden ist.

Am 7. März 2009 (Sol 1820) konnte Opportunity zum ersten Mal den Kraterrand von Endeavour erkennen; am 9. August 2011 wurde der Rand erreicht, wie geplant in der Nähe von Cape York. Dieser Hügel ist umgeben von hydratisiertem Grundgestein. Von dort aus ist geplant, entlang des Randhügels Solander Point zum Cape Tribulation zu fahren. Dort wurden die Schichtsilikate (Clay minerals) entdeckt, die dann näher untersucht werden sollen.
Das wissenschaftliche Team hat die sichtbaren Merkmale nach Orten benannt, die von James Cook mit seinem Schiff H.M.S. Endeavour während seiner ersten Südseereise 1768–1771 besucht wurden.

## Geologie
Mit Hilfe der Raumsonde MRO konnte aus dem Orbit die Geologie des Kraterrandes analysiert werden. Im nebenstehenden Ausschnitt ist ein kleiner Teil des westlichen Randes des Kraters dargestellt. Hier führt in Nord-Süd-Richtung der unterbrochene Kraterwall entlang. Dieser besteht aus Basalt (in Blau dargestellt) und Tonmineralen (grün). Bei diesen Gesteinsvorkommen wird davon ausgegangen, dass sie noch älter als die Sulfat-Ablagerungen sind, die Opportunity bisher in der Meridiani-Ebene untersucht hat.
Schichtsilikate werden in wässriger und nicht-säurehaltiger Umgebung gebildet. Solche Mineralien wurden bisher noch nicht von einer Landermission untersucht. Die Schichtsilikate in Endeavour sind mit geschichteten Gesteinen im Kraterrand assoziiert. Diese Felsen könnten sich in regionalen oder globalen Prozessen unter Wassereinfluss gebildet haben, und dies zu einer Zeit, die vor der Bildung von Sulfaten in säurehaltiger Umgebung begann, die der Marsrover Opportunity bisher bei der Untersuchung von Gesteinen in der Meridiani-Ebene entdeckt hat.
Der Endeavour-Krater wurde größtenteils bedeckt durch sulfatreiche Sedimente, die sich im Späten und Frühen Noachianischen Zeitalter gebildet hatten, deshalb muss er vor den Sedimenten entstanden sein. Einige Teile seines erodierten Randes ragen über diese Sedimente und legen dadurch ältere Schichten frei.
Die Untersuchungen mit der Raumsonde könnten dazu beitragen, die Bedingungen zu verstehen, unter denen sich die Schichtsilikate gebildet haben.